# Finansøkonom
Finansøkonom, 2-årig kort videregående uddannelse (erhvervsakademiuddannelse) inden for revision, bank, finans, forsikring, realkredit og ejendomshandel.
Centrale temaer på finansøkonomuddannelsen er finansiering, kapitalanvendelse, forsikring, ejendomshandel og ejendomsadministration. Uddannelsen berettiger til job på konsulent- og mellemlederniveau i banker, forsikringsselskaber m.v.
Uddannelsen består af dels en obligatorisk del, der fylder 3/4, og dels af en specialedel, som fylder 1/4. Specialedelen kan tages på en uddannelsesinstitution i udlandet eller i en dansk eller udenlandsk virksomhed.
Uddannelsen kan tages på erhvervsakademierne Esbjerg, Herning, Hobro, Holstebro, Kolding, København, Næstved, Odense, Rønne, Silkeborg, Sønderborg og Århus udbyder uddannelsen ligesom Professionshøjskolen University College Nordjyllands afdelinger i Thisted og  Aalborg. Dele af uddannelsen på Zealand Erhvervsakademi i Næstved kan i stedet tages i Holbæk.
For at blive optaget kræves en relevant erhvervsuddannelse eller en gymnasial uddannelse. Der kræves, at man har bestået en eksamen svarende til gymnasieniveau i engelsk C og enten matematik B eller virksomhedsøkonomi B. Med en gymnasial eksamen kan man søge både i kvote 1 og kvote 2, mens ansøgere med en erhvervsuddannelse kan søge i kvote 2. I modsætning til mange andre uddannelser sker optagelse på baggrund af en egnethedsvurdering og ikke på baggrund af ansøgers karaktergennemsnit.